# Коллин, Родни
Родни Коллин Смит (англ. Rodney Collin Smith) (26 апреля 1909, Брайтон, Англия — 3 мая 1956, Куско, Перу) — английский писатель в области духовного развития, учитель в традиции «Четвертого пути». Являлся учеником и последователем русского философа и эзотерика, Петра Демьяновича Успенского. В значительной мере расширил теоретическую часть учения Гурджиева-Успенского («Четвертый путь») и подкрепил её научными обоснованиями.
Родни Коллин родился в Брайтоне на южном побережье Англии, в семье торговца вином. Он учился в Лондонской школе экономики и получил диплом бакалавра коммерции. Всю свою жизнь Родни Коллин много путешествовал и в молодости зарабатывал на жизнь тем, что писал свои путевые заметки для различных английских изданий, таких как Evening Standard, the Spectator и New Statesman. Его первая книга «Пальмы и внутренние дворики» («Palms and Patios») повествовала о испанском путешествии, которое он совершил после школы, и была опубликованная в 1931 году, когда ему было всего 22 года. Участвовал в деятельности ряда организаций, которые были характерны для того времени — Ток Эйч (Toc H — христианское общество Talbot House), Ассоциация Молодёжных Хостелов (Youth Hostel Association), и Peace Pledge Union, популярное пацифистское движение, которое появилось в преддверии Второй мировой войны.
В 1930 году во время паломничества с Ток Эйч на представление Страсти Христовы в Обераммергау познакомился с Джанет Бакли, которая стала его женой и верной спутницей его жизненного поиска.
Его интерес к «Четвертому пути» возник в 1931 году после знакомства с книгой П. Д. Успенского «Новая модель вселенной». В 1936 году Родни Коллин примкнул к группе Успенского, став её активным участником. С этих пор он начинает исследовать различные религиозные и духовные традиции, пытаясь отыскать источники идей «Четвертого пути».
Во время Второй мировой войны Коллин переехал в Америку, поскольку оставаться в Лондоне в этот период было невероятно опасно. Работая цензором в Британском комитете безопасности, Коллин отправляется на Бермудские острова, чтобы оттуда добраться до Нью-Йорка. Случайно он оказался на том же корабле, что и П. Д. Успенский. Это обстоятельство способствовало ещё большему его сближению с учителем. По прибытии на место он собирает средства для покупки поместья «Франклин Фармс», где Успенский будет жить и вести встречи своих групп. Коллин стал проводить много времени с Успенским, который осознал потенциал своего преданного ученика и впоследствии позволил ему вести некоторые из встреч своих групп.
Когда Успенский вернулся в Англию, Родни Коллин последовал за ним, чтобы помочь в организации работы своего учителя. Успенскому оставалось жить считанные месяцы. В этот период он провел ряд бесед, в которых побуждал учеников идти своим путём, и объявил, что отказывается от системы, которой он учил. Эти слова привели в замешательство многих из его учеников, но Родни Коллин понял, что Успенский дал им возможность выразить их собственное понимание учения Гурджиева-Успенского в той форме, которая лучше всего соответствовала их природе и естеству.
В августе 1947 года Родни Коллин начал работу над манускриптом книги «The Theory of Celestial Influence» («Теория небесных влияний»), в которой он собирался представить своё понимание того, каким образом космические тела взаимосвязаны с физиологией и психологией человека. Эта работа должна была подвести научную базу под ключевые психологические и космологические идеи «Четвертого пути». Благодаря ей Родни Коллин стал первым, кто наглядно показал связь психологических типов человека с активностью той или иной эндокринной железы, а активность желез — с определенными планетарными влияниями. Он также стал одним из первых, кто попытался примирить религию с наукой.
После смерти Успенского Родни Коллин заперся в его комнате, проведя там несколько дней без пищи и сна. Когда он вышел оттуда, то выглядел совершенно другим человеком, более глубоким и сильным внутренне. В последующие месяцы Родни Коллин начинает писать книги «Last Remembrances» («Последние воспоминания») и «The Theory of Eternal Life» («Теория вечной жизни»).
В 1948 году он, его жена Джанет и несколько учеников Успенского, которые решили последовать за ним перебрались в Мексику, в город Тлалпам. Там они прожили два года. Его книга «The Theory of Eternal Life» («Теория вечной жизни») была опубликована анонимно в 1949 году, В том же году он написал пьесу «Hellas» («Эллада»), представляющую различные этапы греческой цивилизации. Всё это время Коллин не прекращал работать и над книгой «Theory of Celestial Influence» («Теория небесных влияний»), которая увидела свет лишь в 1953 году на испанском языке, а в 1954-м — на английском.
В 1949 году Родни и Джанет Коллин приобрели земельный участок в горах за городом Мехико, на котором в 1951 году был заложен фундамент под планетарий «Тетекала», что в переводе с ацтекского означает «Каменный дом Бога». Это здание занимало центральное место в работе Родни и близких к нему людей на протяжении всех последующих лет. Там проходили театрализованные постановки эзотерических мистерий, а также встречи групп Родни Коллина.
Весной 1954 года группа Родни Коллина под именем «Актеров Единорога» дали двенадцать публичных представлений Ибсенского «Пер Гюнта» для жителей городка Тлалпаме. Родни играл роль Литейщика Пуговиц.
В 1954 и 1955 Родни совершил путешествия в Европу и на Ближний Восток, основной целью которых был сбор материала и установление связи с эзотерическими школами прошлого. Во время своего визита в Рим в 1954 году он был принят в Римскую Католическую Церковь. Этот шаг Родни Коллин обдумывал довольно долго. При помощи католичества он хотел привлечь в свою работу большее количество людей, заинтересованных в эзотерической стороне христианства. Выбор в пользу католичества был не случайным, так как именно оно являлось самой популярной религией в странах Южной Америки.
Как следствие распространения книг издательства Ediciones Sol в Латинской Америке, появились группы Родни Коллина в Перу, Чили, Аргентине и Уругвае, и были установлены контакты в нескольких других странах Американского континента. В январе 1955 года Родни посетил группы в Лиме и Буэнос-Айресе, а затем поехал в Куско и Мачу-Пикчу для изучения остатков древних цивилизаций.
В январе 1956 года Родни Коллин вел всенощное пешее шествие длиною в 48 километров к месту поклонения Богоматери Гвадалупской. Во время мессы в Базилике он упал в обморок от истощения, хотя позже выяснилось, что это был первый из нескольких сердечных приступов, от которых он затем и умер в Перу 3 Мая 1956 года.

## Книги
- Tеория вечной жизни
- Tеория сознательной гармонии
- Теория небесных влияний